# 鮑泉
鮑泉（？—552年），字潤岳，東海人，南梁官员。
鮑泉父親鮑幾是湘東王蕭繹（梁元帝）的諮議參軍。鮑泉涉獵史傳，亦有文才，年輕時擔任蕭繹的國常侍，很早獲得擢升，蕭繹說：「我的文章沒有不出自你的手。」之後擔任通直侍郎。他經常乘坐覆滿帷幔的車子，從行十數人，車子的傘蓋器用都十份精緻。在路上遇到國子祭酒王承，王承懷疑是新貴，就派人訪查，鮑泉隨從回應：「是鮑通直。」王承怪罪他，又打算欺辱他，就接近鮑泉的車子問：「鮑通直是誰啊，可以這樣的嗎？」建康的年輕人就當這句話為口頭禪，看到崇尚豪華的人就互相嘲弄：「鮑通直是誰啊，可以這樣的嗎？」成為坊間嬉笑戲謔。到蕭繹承制，累遷至信州刺史。
太清三年（549年），湘東世子蕭方等出征河東王蕭譽戰死，蕭繹大怒，命令鮑泉和平南將軍王僧辯討伐蕭譽。王僧辯問他：「你有什麼計畫？」他回應：「此事像热水浇雪般容易，不用擔心。」王僧辯回應：「你說的是平常的言論，河東王年輕已懂軍事，要有一萬精兵才可以進攻。竟陵的士兵很快就會來到，还可以重申。我和你去稟告吧。」鮑泉答應，其後王僧辯如實說出，鮑泉卻默然不語。蕭繹很生氣，於是关押王僧辯，當時的將鮑泉比作酈寄一樣的人。之後他到長沙取下毗鄰城鎮脅逼蕭譽，蕭譽率軍攻打他，唯他堅守不能攻克。鮑泉虽趁萧誉军困乏而出擊大敗之并俘虜部眾，但圍困湘州城后很久未能攻下。蕭繹就數算鮑泉二十條罪，下詔責備：「面如冠玉，還疑木偶，須似蝟毛，徒勞繞喙。」起用囚禁中的王僧辯代替他擔任都督，並派遣舍人羅重歡領齋仗三百人和王僧辯前往。王僧辯到達，通傳鮑泉：「羅舍人被下令送王竟陵過來。」鮑泉愕然，迴避說：「有你幫助我，叛賊很快平定。」之後王僧辯背對他坐下，說：「鮑郎有罪，朝廷下令我抓拿你，你請勿介意。」並叫羅重歡出示詔令把鮑泉鎖在床下，鮑泉神色自若道：「王師迟延一事我認罪，但恐怕後人會想起我的糊塗。」王僧辯感到不安寧，他就向朝廷啟禀迟延的罪。不久萧绎恢復其官職，命令他與王僧辯等人率水軍於郢州逼近萧绎兄邵陵王萧纶。
郢州平定後，蕭繹以長子蕭方諸擔任郢州刺史，鮑泉出任刺史長史，代行政事。蕭方诸見他温和文弱，諮詢的意見並未採用，又叫他伏在床騎背為馬，在他的衣服寫他的名字，於是州府互相欺騙。侯景秘密遣派將領宋子仙、任約率精兵偷襲。蕭方諸和鮑泉不顾及軍政，只懂得唯飲酒作樂，侯景軍隊臨城，百姓互相奔告。其時蕭方諸和他玩雙陸，不信敵軍來臨，說：「徐文盛大軍在東邊，贼人怎會在這裡？」不久越來越多人傳告，鮑泉才下令关闭城门。敵軍縱火焚燒，沒有人抵抗，於是能入城，郢州陷落。萧方诸正骑在鲍泉肚子上把鲍泉的胡子画上彩色，见状迎拜。鲍泉躲在床下，因为彩色被宋子仙看见，也被俘虏，和蕭方諸都被送到侯景住處。後來侯景於巴陵攻打王僧辯失敗，就在江夏殺死他，將屍體沉在黃鵠磯。
初時鮑泉擔任南討都督時，鮑泉的朋友夢見他得罪蕭繹，醒來就告訴他。不到半個月，鮑泉果然被囚禁。不久，鮑泉的朋友又夢見他穿著紅色衣服在水上行走，亦告訴他：「你別擔心，很快就沒有事了。」並告訴他夢境內容，鮑泉秘密記住，很快他就恢復官職，就像朋友的夢境一樣。他明白《儀禮》，編寫《新儀》四十卷流傳。

## 引用
1. 1 2  《梁書·卷三十·列傳第二十四》：鮑泉字潤岳，東海人也。父幾，湘東王諮議參軍。泉博涉史傳，兼有文筆。少事元帝，早見擢任。及元帝承制，累遷至信州刺史。
2. 1 2  《南史·卷六十二·列傳第五十二》：鮑泉字潤嶽，東海人也。父幾字景玄……泉美須髯，善舉止，身長八尺，性甚警悟。博涉史傳，兼有文筆。少事元帝為國常侍，早見擢任，謂曰：「我文之外無出卿者。」後為通直侍郎。常乘高幰車，從數十左右，傘蓋服玩甚精。道逢國子祭酒王承，承疑非舊貴，遣訪之，泉從者答曰：「鮑通直」。承怪焉，復欲辱之，遣逼車問：「鮑通直復是何許人，而得如此！」都下少年遂為口實，見尚豪華人，相戲曰：「鮑通直復是何許人，而得如此」，以為笑謔。及元帝承制，累遷至信州刺史。
3. ↑  《梁書·卷三十·列傳第二十四》：太清三年，元帝命泉征河東王譽於湘州，泉至長沙，作連城以逼之，譽率衆攻泉，泉據柵堅守，譽不能克。泉因其弊出擊之，譽大敗，盡俘其衆，遂圍其城，久未能拔。世祖乃數泉罪，遣平南將軍王僧辯代泉爲都督。僧辯至，泉愕然，顧左右曰：「得王竟陵助我經略，賊不足平矣。」僧辯旣入，乃背泉而坐，曰：「鮑郎有罪，令旨使我鎖卿，卿勿以故意見期。」因出令示泉，鎖之床下。泉曰：「稽緩王師，甘罪是分，但恐後人更思鮑泉之憒憒耳。」乃爲啓謝淹遲之罪。世祖尋復其任，令與僧辯等率舟師東逼邵陵王於郢州。
4. ↑  《南史·卷六十二·列傳第五十二》：方等之敗，元帝大怒，泉與王僧辯討之。僧辯曰：「計將安出？」泉曰：「事等沃雪，何所多慮。」僧辯曰：「君言文士常談耳，河東少有武幹，非精兵一萬不可以往。竟陵甲卒不久當至，猶可重申。欲與卿入言之。」泉許諾，及僧辯如向言，泉默然不繼。元帝大怒，於是械系僧辯，時人比泉為酈寄。泉既專征長沙，久而不克。元帝乃數泉二十罪，為書責之曰：「面如冠玉，還疑木偶，須似蝟毛，徒勞繞喙。」乃從獄中起王僧辯代泉為都督，使舍人羅重歡領齋仗三百人與僧辯往。乃至長沙，遣通泉曰：「羅舍人被令送王竟陵來。」泉愕然，顧左右曰：「得王竟陵助我經略，賊不足平矣。」乃拂席坐而待之。僧辯入，乃背泉而坐曰：「鮑郎，卿有罪，令旨使我鎖卿，卿勿以故意見期。」命重歡出令示泉，鎖之床下。泉顏色自若，了無懼容，曰：「稽緩王師，罪乃甘分，但恐後人更思鮑泉之憒憒耳。」僧辯色甚不平，泉乃啟陳淹遲之罪。元帝尋復其任，令與僧辯等東逼邵陵王於郢州。
5. ↑  《梁書·卷三十·列傳第二十四》：郢州平，元帝以長子方諸爲刺史，泉爲長史，行府州事。侯景密遣將宋子仙、任約率精騎襲之。方諸與泉不恤軍政，唯蒲酒自樂，賊騎至，百姓奔告，方諸與泉方雙陸，不信，曰：「徐文盛大軍在東，賊何由得至？」旣而傳告者衆，始令闔門。賊縱火焚之，莫有抗者，賊騎遂入，城乃陷。執方諸及泉送之景所。後景攻王僧辯於巴陵，不克，敗還，乃殺泉於江夏，沉其屍于黃鵠磯。
6. ↑  《南史·卷六十二·列傳第五十二》：郢州平，元帝以世子方諸為刺史，泉為長史，行州府事。方諸見泉和弱，每有諮陳未嘗用，使泉伏床騎背為馬，書其衣作其姓名，由是州府盡相欺。侯景密遣將宋子仙、任約襲之。方諸與泉不恤軍政，唯蒱酒自樂，云：「賊何由得至」。既而傳告者眾，始命闔門。城陷，賊執方諸及泉送之景所。後景攻王僧辯于巴陵不克，敗還，乃殺泉于江夏，沈其屍于黃鶴磯。
7. ↑  《梁書·卷三十·列傳第二十四》：初，泉之爲南討都督也，其友人夢泉得罪于世祖，覺而告之。後未旬，果見囚執。頃之，又夢泉著朱衣而行水上，又告泉曰：「君勿憂，尋得免矣。」因說其夢，泉密記之，俄而復見任，皆如其夢。泉於《儀禮》尤明，撰《新儀》四十卷，行於世。
8. ↑  《南史·卷六十二·列傳第五十二》：初，泉夢著朱衣行水上，及死，舉身帶血而沈于江如其夢。泉于儀禮尤明，撰新儀三十卷行於世。

## 延伸阅读
[在维基数据编辑]
 在维基文库阅读此作者作品
 《梁書·卷30》，出自姚思廉《梁書》
 《南史·卷62》，出自李延壽《南史》